# Rózsa Gyula
Rózsa Gyula (Miskolc, 1941. április 23. – 2022. szeptember 1.) Munkácsy Mihály-díjas magyar művészettörténész, szakíró, múzeumigazgató, egyetemi oktató.

## Életpályája
Rózsa Gyula és Szántó Anna gyermekeként született. 1959–64 között az ELTE bölcsészettudományi karának művészettörténet–magyar szakos hallgatója volt. Diplomája megszerzése után 20 éven át a Népszabadság képzőművészeti kritikusaként cikkeket, tanulmányokat, esszéket publikált lapjában, folyóiratokban (Művészet, Látóhatár, Mozgó Világ stb.) és kötetekben a modern egyetemes és kortárs magyar művészet tárgykörében. 1971–85 között a Kritika c. folyóirat képzőművészeti rovatvezetője is. 1985-től ’92-ig a Iparművészeti Múzeum főigazgatója, 1992–2004 között a Népszabadság lapigazgatója. A Tudományos Akadémia Művészettörténeti Bizottságának tagja volt. Egyetemeken tanított és előadásokat tartott.

## Magánélete
1974-ben házasságot kötött Takács Annával. Két fiuk született: Rózsa Miklós Pál (1979) és Rózsa János Péter (1983).

## Művei
- Kő Pál. Képzőművészeti Alap, Bp., 1976
- Négy portré. A Munkácsy-díj nemzedéke. Képzőművészeti Alap, Bp., 1977
- Kokas Ignác. Corvina Műterem, Bp., 1978, 2006
- Nyitott galéria. Cikkek, tanulmányok. Szépirodalmi, Bp., 1980
- Budapest. Corvina, Bp., 1993 (Hemző Károly fotóival)
- A Felvidék. Pozsonytól Kassáig. Magyar Könyvklub, Bp., 2003 (Szabó Barnabás fotóival)
- A Duna. Népszabadság Rt., 2004 (Szabó Barnabás fotóival)
- Hordozható emlékműveink kora. Esszék a posztimpresszionizmustól a posztmodernig. Jószöveg Műhely, Bp., 2007
- Barcsay Jenő. Kossuth–PMMI–MNG, 2010 (A magyar festészet mesterei sorozatban)
- Kerényi Jenő. Glória, Bp., 2010